# Тривус, Моисей Львович
Моисей Львович Тривус — русский писатель, публицист и общественный деятель.

## Биография
Моисей Львович Тривус родился в 1865 году в городе Бердянске.
По окончании Санкт-Петербургского университета Тривус М. Л. стал принимать деятельное участие в работе еврейских культурных и политических организаций (Евр. Колон. Общ., Общ. просв., Истор.-этногр. комиссии, Историческое общество и др.). На ковенском съезде М. Л. Тривус избран членом центрального комитета (придумской еврейской организации). С конца 1890-х годов М.Л. Тривус всецело отдался еврейским интересам.
Свою литературную деятельность Моисей Львович Тривус начал в «Журнале гражданского и уголовного права» и, одновременно с этим, помещал статьи в общей печати. В «Восходе» (с 1899 года), «Свободе и Равенстве» и «Новом восходе» — почти в каждом № этих изданий, в редакции которых Тривус М. Л. принимал деятельное участие, имеются его статьи по различным вопросам еврейской жизни в Российской империи и за границей (часто под псевдонимом «Шми»). В общерусских изданиях Моисей Львович Тривус посвятил много статей борьбе с антисемитизмом; этой борьбе посвящены также отдельные брошюры Тривуса (под различными псевдонимами) и книга о евреях в армии.
В своей общественно-политической деятельности, как и литературной, Моисей Львович Тривус примыкал к течению, которое считает своей главной задачей организацию еврейских сил в России для борьбы за полноправие и для культурного подъема еврейской массы.